# Pristocnemis albimaculatus
Pristocnemis albimaculatus is een hooiwagen uit de familie Gonyleptidae.